# Aukra
Aukra este o comună din provincia Møre og Romsdal, Norvegia.